# Kimbolton (Cambridgeshire)
Kimbolton is een civil parish in het bestuurlijke gebied Huntingdonshire, in het Engelse graafschap Cambridgeshire. In 2001 telde het civil parish 1432 inwoners.